# Dr. Fischer
Dr. Fischer (івр. ד"ר פישר) — група багатонаціональних фармацевтичних та косметичних компаній, яка вважається однією з найбільших в Ізраїлі у своїй галузі. Інтеграційні лабораторії працюють у різних галузях, заснованих на фармацевтичних технологіях.
Станом на 2019 рік об'єднання заводів доктора Фішера налічує близько 1000 працівників.
Щомісяця компанія випускає близько п'яти мільйонів одиниць різної продукції, включаючи засоби для догляду за шкірою, краплі очей, засоби гігієни та харчові добавки.
Крім продуктів, що продаються в Ізраїлі, Dr. Fisher Group продає свою продукцію приблизно у 35 країнах світу.